# U-17-Fußball-Ozeanienmeisterschaft 2009
Die 13. U-17-Fußball-Ozeanienmeisterschaft wurde 2009 in Auckland, Neuseeland, ausgetragen. Das Turnier begann am 20. April und endete am 24. April 2009. Sieger wurde Neuseeland und qualifizierte sich dadurch für die U-17-Fußball-Weltmeisterschaft 2009.

## Modus
Die vier Mannschaften spielten in einer Gruppe eine Einfachrunde.

## Tabelle
| Pl. | Verein        | Sp. | S | U | N | Tore    | Diff. | Punkte |
| --- | ------------- | --- | - | - | - | ------- | ----- | ------ |
| 1.  | Neuseeland    | 3   | 3 | 0 | 0 | 007:000 | +7    | 09     |
| 2.  | Tahiti        | 3   | 2 | 0 | 1 | 009:500 | +4    | 06     |
| 3.  | Neukaledonien | 3   | 1 | 0 | 2 | 003:700 | −4    | 03     |
| 4.  | Vanuatu       | 3   | 0 | 0 | 3 | 001:800 | −7    | 0      |